# 霍爾峰
79°29′S 83°45′W / 79.483°S 83.750°W
霍爾峰（英語：Hall Peak），是南極洲的山峰，位於埃爾斯沃思地，屬於赫里蒂奇嶺的一部分，海拔高度2,170米，由明尼蘇達大學登山學會繪入地圖，現時由南極條約體系管理。